# Poscaya
Poscaya es una pequeña población del departamento Santa Victoria en el extremo noroeste de la provincia de Salta, Argentina.
Es una comunidad kolla dedicada a la cría de ovejas y cabras.

## Población
Contaba con 382 habitantes (Indec, 2001), en el censo de 1991 figuraba como población rural dispersa.

## Sismicidad
La sismicidad del área de Salta es frecuente y de intensidad baja, y un silencio sísmico de terremotos medios a graves cada 40 años